# Giovanni Battista Doni
Giovanni Battista Doni, italijanski muzikolog, filozof in diplomat, * 1593, Firence, † 1647, Firence.
Študiral je na Univerzi v Bologni, Univerzi v Rimu, nato pa je doktoriral na Univerzi v Pisi.
Nato je postal spremljevalec kardinala Corsinija in kardinala Barberinija. 
Nekaj let pred smrtjo se je vrnil v Firence, kjer je postal profesor na Univerzi v Firencah.